# Alphonse Ethier
Alphonse Ethier (parfois crédité Alphonz Ethier) est un acteur américain, né le 10 décembre 1874 à Virginia City (Nevada) et mort à Hollywood (Californie) le 4 janvier 1943. 
Il commença sa carrière au cinéma muet et la poursuivit au parlant jusqu'en 1938. Il tourna dans 74 films.

## Filmographie partielle
- 1921 : A Message from Mars de Maxwell Karger : le Messager
- 1924 : Le Vainqueur (The Alaskan) de Herbert Brenon : John Graham
- 1924 : Say It with Sables de Frank Capra : Mitchell
- 1924 : The Lone Wolf de Stanner E. V. Taylor
- 1926 : The Lone Wolf Returns de Ralph Ince
- 1927 : Le Brigadier Gérard (The Fighting Eagle) de Donald Crisp
- 1929 : L'Affaire Donovan (The Donovan Affair) de Frank Capra : capitaine Peter Rankin
- 1930 : La Tourmente (The Storm) de William Wyler : Jacques Fachard
- 1931 : L'Honneur de la famille (Honor of the Family) de Lloyd Bacon : Bela
- 1931 : Le Siffleur tragique (Fair Warning) d'Alfred L. Werker : Mr. Cumberland
- 1933 : Liliane (Baby Face) d'Alfred E. Green : Adolf Cragg
- 1933 : Ex-Lady de Robert Florey : Adolphe Bauer
- 1934 : The Secret of the Chateau de Richard Thorpe : le commissaire
- 1934 : Agent britannique (British Agent) de Michael Curtiz : Paul DeVigney
- 1938 : La Baronne et son valet (The Baroness and the Butler) de Walter Lang : le président